# 崛起 (雕塑)
“崛起”是位于中国广东省汕头市金平区中山路和金新路交界处中央的绿岛上雕像，建于1986年10月。为圆形钢筋混凝土结构，占地面积为152平方米，雕塑直径24.7米，外围是圆形花圃，中部为以三位土生土长的汕头籍世界跳水冠军为原型的人像，当地人习惯把它叫“三身人”。

## 雕像的故事
“崛起”雕像的原型是三位跳水运动世界冠军李宏平（男）、李巧贤（女）和李德亮（男）。雕像造型是是两位女运动员和一位男运动员共同举起一座奖杯，举起了汕头人的希望与骄傲。
由于李宏平、李巧贤和李德亮都是汕头金砂乡人，所以被称为“金砂三李”。在1980年代，“金砂三李”创造了中国跳水运动的辉煌成绩，李宏平更是中国第一个男子跳水世界冠军。当时政府就在当时的金砂区的中心建造这座以金砂三李为原型的雕像，是一座“反映城市形象和蓬勃精神的雕塑”。1986年初，汕头市工艺美术研究所林任强、谭存、郑汉辉组成创作团队，历时三百余天完工。这也成为当时汕头的一个重要城市标志，对于汕头体育发展史具有重要的纪念意义。

## 雕像现状
现在很多汕头人都不知道这座雕像背后的故事，只知道叫“三身人”，却不知道它的真正名字叫“崛起”，只是大概知道这三个人是运动员，也大概知道是跟跳水有关，因为汕头培养出了许多跳水名将，是跳水之乡。